# Damian de Allende
Damian de Allende (Ciudad del Cabo, Sudáfrica, 25 de noviembre de 1991) es un jugador de rugby sudafricano de ascendencia española, que juega de centro o Wing para la selección de rugby de Sudáfrica y para el equipo Saitama Wild Knights de la Japan Rugby League One.

## Trayectoria deportiva
Su debut con la selección de Sudáfrica se produjo en un partido contra Argentina en Pretoria el 16 de agosto de 2014.
Seleccionado para la Copa del Mundo de Rugby de 2015, De Allende anotó un ensayo en la victoria de su equipo sobre Estados Unidos 64-0 durante la fase de grupos. Fue elegido "Jugador del partido" en la final de consolación, en la que Sudáfrica ganó el bronce a Argentina.
De Allende fue nombrado en el equipo de Sudáfrica para la Copa Mundial de Rugby de 2019. Sudáfrica ganó el torneo y derrotó a Inglaterra en la final.
 En 2023 disputó con Sudáfrica la Copa Mundial de Rugby de 2023, la cual ganaron derrotando en la final a Nueva Zelanda.

#### Participaciones en Copas del Mundo
| Mundial                       | Sede       | Resultado     | PJ | Tries |
| ----------------------------- | ---------- | ------------- | -- | ----- |
| Copa Mundial de Rugby de 2015 | Inglaterra | Tercer puesto | 7  | 2     |
| Copa Mundial de Rugby de 2019 | Japón      | Campeón       | 6  | 1     |
| Copa Mundial de Rugby de 2023 | Francia    | Campeón       | 5  | 1     |

## Palmarés y distinciones notables
- Rugby Championship 2019[4]
- Copa Mundial de Rugby de 2019[5]
- Copa Mundial de Rugby de 2023
- Seleccionado para jugar con los Barbarians